# カメカメ合唱団
カメカメ合唱団（カメカメがっしょうだん）は、ニッポン放送のDJだった亀渕昭信と泉谷しげるが結成したスペシャル・音楽ユニット。
「合唱団」とあるが、実際には亀渕の声を多重録音し、4人で歌っているようにみせている。
1970年3月、『今仁哲夫のオールナイトニッポン』でデビュー。今仁の誕生日を祝った曲「きょうは哲チャンの誕生日」を披露した。同年6月、「この歌きくべし／ココロのシャンソン」でレコードデビュー。

## メンバー
- 亀渕昭信
- 泉谷しげる

## ディスコグラフィー

### シングル
- この歌きくべし／ココロのシャンソン（1970年）日本ビクター JRT-1090

1. この歌きくべし
  - 作詞：赤塚不二夫 / 作曲：葵まさひこ / 編曲：クニ河内
  - 『もーれつア太郎』の登場キャラクター「べし」のイメージソング[3]。
2. ココロのシャンソン
  - 作詞：赤塚不二夫 / 作曲：加藤和彦 / 編曲：クニ河内
  - 同じく『もーれつア太郎』の登場キャラクター「ココロのボス」のイメージソング[3]。

### アルバム
- 人生はピエロ（1973年7月25日）2006年5月24日復刻[4]

1. ココロのシャンソン
  - 作詞：赤塚不二夫 / 作曲：加藤和彦
2. 世界中は虫でいっぱい
  - 作詞・作曲：門谷憲二
3. 哀愁の長万部
  - 作詞：門谷憲二 / 作曲：泉谷しげる
4. 今日はどうもありがとう
  - 作詞：田村隆 / 作曲：加藤まなぶ
5. 信じあうことは…
  - 作詞：LOU STALLMAN / 作曲：BOBBY SUSSER
  - Thinkの「Once You Understand」のカバー
6. 2001年ポールとポーラ
  - 作詞：田村隆・加藤まなぶ / 作曲：レイ･ヒルデブランド
  - ポールとポーラ（英語版）の「ヘイ・ポーラ」のカバー
7. 子供達に聞かせる歌
  - 作詞：松山猛 / 作曲：加藤和彦
8. バンザイの歌
  - 作詞・作曲：亀渕昭信
9. 仮名手本人生泣き笑い
  - 作詞・作曲：田村隆・加藤まなぶ
10. あいつはピエロ
  - 作詞：門谷憲二・泉谷しげる / 作曲：泉谷しげる